# Jimmy Neutron, Boy Genius
Jimmy Neutron, Boy Genius (bra: Jimmy Neutron: O Menino Gênio) é um filme de animação estadunidense de 2001, do gênero aventura, ficção científica e comédia, dirigido por John A. Davis e produzido pela Nickelodeon Movies e pela DNA Productions e foi distribuído pela Paramount Pictures.
Em 2002 concorreu ao Oscar de melhor filme de animação, juntamente a animação Monsters, Inc. e a animação Shrek da Dreamworks. Foi o único filme animado da Nickelodeon que já foi nomeado nessa categoria até que Rango foi nomeado em 2011 e ganhou.
Foi o único filme da série de televisão Jimmy Neutron exibido no cinema.

## Sinopse
Jimmy Neutron é um garoto muito inteligente e criativo, mas que possui dificuldades em se relacionar com outros jovens da sua idade. A situação muda quando todos os pais da cidade são seqüestrados por alienígenas yokianos a mando do Rei Goboot. Isso faz com que Jimmy tenha que liderar uma expedição de crianças ao espaço sideral, a fim de salvarem seus pais, que correm o risco de serem vítimas de um sacrifício. Uma aventura emocionante, divertida e cheia de perigos!

## Elenco
| Personagem                          | Vozes originais  |
| ----------------------------------- | ---------------- |
| Jimmy Neutron                       | Debi Derryberry  |
| Sheen Estevez                       | Jeff Garcia      |
| Cindy Vortex                        | Carolyn Lawrence |
| Caio Wheezer                        | Rob Paulsen      |
| Libby Folfax                        | Crystal Scales   |
| Nick Dean                           | Candi Milo       |
| Hugh Neutron                        | Mark DeCarlo     |
| Judy Neutron                        | Megan Cavanagh   |
| Rei Goboot V                        | Patrick Stewart  |
| Ooblar                              | Martin Short     |
| Professora Flora                    | Andrea Martin    |
| Sr. Estevez                         | Carlos Alazraqui |
| Guarda Yokiano                      | David L. Lander  |
| Apresentadora do telejornal Yokiano | Mary Hart        |

## Produção

### Desenvolvimento
No outono de 1995, a ideia de Jimmy Neutron foi apresentada para a Nickelodeon, que expressou interesse imediato na ideia. Albie Hecht, o então presidente do canal, ficou particularmente impressionado, cunhando-o para ser "meio Bart Simpson e meio Albert Einstein", ele elogiou fortemente a personalidade mista de Johnny como um personagem aventureiro e inteligente e baseado na realidade da infância, o que, segundo ele, o tornou "o garoto Nick perfeito". Depois de vários anos passando por um processo de revisão, um episódio piloto começou a ser produzido no final de 1997 e foi concluído em 1998. O nome original "Johnny Quasar" foi alterado a pedido da Nickelodeon, que não queria que o personagem fosse confundido com outros de nomes semelhantes, como Jonny Quest e Capitão Quazar, então John A. Davis pensou em outros nomes de personagens enquanto passeava com seu cachorro pelo quarteirão do bairro, eventualmente chegando ao nome final, Jimmy Neutron.
Depois que o piloto foi concluído, os executivos da Nickelodeon, que ficaram impressionados com o piloto e ainda entusiasmados com o potencial do programa, levantaram a perspectiva de criar um filme para cinemas para acompanhar a série de TV, para surpresa de Davis e sua equipe no estúdio. Durante a apresentação inicial para a Nickelodeon, Oedekerk destacou a ideia de que o uso de animação por computador permitiria que os mesmos modelos e ativos fossem reutilizados tanto em um filme quanto em um programa de TV, uma ideia na qual o estúdio tinha muita fé. Davis sugeriu ainda que o longa-metragem fosse criado primeiro, já que os personagens sendo modelados poderiam ser criados com uma qualidade superior do que teriam com um orçamento de TV. Embora a Nickelodeon estivesse preocupada que seria mais difícil atrair um público que vai ao cinema sem o programa de TV para construir uma base com a série, essas preocupações foram respondidas com uma série de curtos intersticiais de TV que começariam a ser exibidos para construir hype para o filme.
Com um orçamento de cerca de US$ 30 milhões, a produção de Jimmy Neutron: Boy Genius recebeu sinal verde no outono de 1999, e o trabalho começou em um roteiro para o filme. A produção começou oficialmente em fevereiro de 2000 sob a direção de Davis. Para agilizar o ritmo de trabalho de um longa-metragem, o quadro de funcionários da empresa aumentou consideravelmente de 30 para cerca de 150 funcionários, e o espaço de trabalho do estúdio também foi reformado para acomodar tal equipe de cineastas.

### Roteiro
O personagem Sheen foi inicialmente planejado para ser japonês, já que recebeu o nome do apelido de um funcionário japonês que havia trabalhado para Davis, mas os cineastas tiveram problemas para encontrar um dublador adequado de ascendência japonesa, eles acabaram mudando a nacionalidade do personagem para mexicano depois de abrir o papel para uma categoria mais ampla e, eventualmente, escolher o comediante mexicano-americano Jeff Garcia.

### Escalação do elenco
Nancy Cartwright, Pamela Adlon e E.G. Daily foram consideradas para o papel de Jimmy Neutron antes de Debi Derryberry ser escalada para o filme e a série subsequente. O filme foi o maior papel de atuação de Derryberry na época, já que anteriormente ela havia atuado principalmente em papéis menores em filmes e programas de TV.

## Trilha sonora
A trilha sonora do filme foi lançada pela Zomba Music, Jive Records e Nick Records em 20 de novembro de 2001, um mês antes do lançamento do filme.

## Marketing
Para promover o filme, uma série de curtas foi criada para ir ao ar na Nickelodeon, com o primeiro estreando em 5 de fevereiro de 2001. Os curtas foram vinculados a jogos online disponíveis no site da Nick. Clipes dos curtas foram previamente compilados para formar um trailer, que foi anexado ao lançamento de Os Anjinhos em Paris (2000). Os curtas seriam posteriormente incluídos no lançamento do filme em DVD.
Em abril de 2001, a Nickelodeon Magazine lançou uma história em quadrinhos mensal de Jimmy Neutron online. Um trailer oficial estreou dois meses depois com o lançamento de Lara Croft: Tomb Raider. O personagem Jimmy Neutron fez aparições no Kids' Choice Awards de 2001 e apareceu em comerciais do chiclete Trident antes da estreia do filme. Outros parceiros promocionais incluíram RadioShack e Mattel, que produziram brinquedos baseados no filme.

## Lançamento
Jimmy Neutron: Boy Genius foi lançado em 21 de dezembro de 2001 nos Estados Unidos, pela Paramount Pictures.
No Brasil, foi lançado em 22 de março de 2002.
Foi lançado em VHS e DVD pela Paramount Home Entertainment em 2 de julho de 2002. Foi relançado em DVD em 25 de abril de 2017. O filme recebeu um Blu-ray lançado em 8 de março de 2022.

## Recepção

### Crítica especializada
Jimmy Neutron: Boy Genius recebeu críticas geralmente positivas da crítica e do público. No Rotten Tomatoes, o filme tem um índice de aprovação de 74% com base em 76 críticas, com nota média de 6,4/10. O consenso crítico do site diz: "O que falta a Jimmy Neutron em animação por computador, compensa em charme e inteligência.". No Metacritic, o filme tem uma pontuação média ponderada de 65 em 100 com base em 21 críticas, indicando "críticas geralmente favoráveis". O público consultado pelo CinemaScore deu ao filme uma nota média de "A-" em uma escala de A+ a F.
Rita Kempley, do The Washington Post, elogiou o filme, dizendo que "este pequeno encantador celebra e brinca com as convenções cafonas das comédias familiares". Owen Gleiberman, da Entertainment Weekly, deu ao filme uma nota "B+", chamando-o de "uma montanha-russa de entretenimento loucamente dividida que quase pode ter sido projetada para deixá-lo com medo de quão mais inteligentes seus filhos são do que você". Paul Tatara, da CNN, chamou o filme de "o filme infantil mais deliciosamente original de 2001". Roger Ebert, do Chicago Sun-Times, deu ao filme três estrelas de quatro, dizendo que "não tem as pequenas piadas internas que tornam Shrek e Monstros S.A divertidos para adultos. Mas adultos que apreciam a arte de animação pode apreciar a aparência da imagem".

### Bilheteria
O filme foi um sucesso financeiro, arrecadando um total de US$ 80.936.232 no mercado interno, e o filme se saiu melhor no exterior, arrecadando US$ 22.056.304, o que rendeu um total de US$ 102.992.536 em todo o mundo.

### Prêmios
Jimmy Neutron: Boy Genius foi indicado ao primeiro Oscar de melhor filme de animação, perdendo para Shrek. Foi o primeiro lançamento da Nickelodeon Movies a receber uma indicação ao Oscar.

## Franquia
Uma série de televisão, The Adventures of Jimmy Neutron: Boy Genius, foi exibida de julho de 2002 a novembro de 2006. Outra série, Planet Sheen, é um spin-off do filme e sua série de 2002. Ele se concentra em Sheen Estevez e foi exibida de 2 de outubro de 2010 a 15 de fevereiro de 2013.
Um passeio de simulador chamado Jimmy Neutron's Nicktoon Blast foi inaugurado na Universal Studios Florida em 4 de abril de 2003 e funcionou até 18 de agosto de 2011. Foi ambientado após os eventos do filme e contou com participações especiais de outros personagens do Nicktoons.
The Jimmy Timmy Power Hour, uma trilogia de especiais de televisão, foi ao ar entre 2004 e 2006.

### Sequência cancelada e possível reboot
Em fevereiro de 2002, uma sequência foi relatada em desenvolvimento para um lançamento no verão de 2004. O produtor Albie Hecht relatou ao The Los Angeles Times que a sequência "seria feita com o mesmo orçamento do primeiro, mas com um novo lote de invenções e aventuras na cidade de Jimmy, Retroville". Em 20 de junho de 2002, o The Hollywood Reporter relatou que a escritora Kate Boutilier havia assinado um contrato com a Nickelodeon Movies e a Paramount Pictures para escrever a sequência do filme, mas a sequência nunca se materializou. O filme foi cancelado porque os roteiristas não chegaram a um acordo sobre a história e Alcorn afirmou mais tarde em uma entrevista que "uma vez que a série de TV foi lançada, não havia muito incentivo para fazer um filme quando os fãs podiam simplesmente assistirJimmy Neutron gratuitamente em casa.".
Em 2016, o diretor John A. Davis afirmou que tem uma história para um reboot de Jimmy Neutron que gostaria de fazer, mas está esperando a "situação certa" para fazê-lo.
Quando questionado sobre um reboot em 2020, Rob Paulsen afirmou: "Bem, tenho que te dizer, cara. Eu viajava por todo o mundo quando não tínhamos o coronavírus e as pessoas amam Carl. Elas amam Carl. Não acho que seria uma coisa ruim voltar com Jimmy Neutron. Acho que é um daqueles programas que muitas pessoas adorariam ver novamente. Foi muito bom. Realmente inteligente. Isso não me surpreenderia".